# Хетфилд, Джеймс
Дже́ймс А́лан Хе́тфилд (англ. James Alan Hetfield; род. 3 августа 1963, Дауни, Калифорния) — американский рок-музыкант, вокалист и гитарист, один из наиболее значимых артистов трэш-метала 1980-х годов. Сооснователь и постоянный участник (с 1981; вместе с Ларсом Ульрихом) группы Metallica.
C 2011 года занимает 87-е место в списке величайших гитаристов всех времён по версии журнала Rolling Stone. Отличительной чертой игры является преобладание нисходящего удара (даунстрок), даже в самых быстрых партиях и удержание плектра (медиатор) тремя пальцами.

## Семья
Отец Верджил (англ. Virgil, ум. в 1996 году), водитель автобуса, покинувший семью, когда Джеймсу Хетфилду было 13, и его мать, Синтия (англ. Cyntia), оперная певица, были последователями религиозного движения Христианская наука Мэри Бейкер-Эдди и, по словам Хетфилда, значительная часть его жизни в молодости была связана с христианством.
В соответствии со своими верованиями, родители Хетфилда не одобряли медицину и любой вид медицинского вмешательства, и не отступались от своей веры, даже когда Синтия умирала от рака (Хетфилду тогда было 16 лет). Как рассказывал сам Хетфилд, в школе поначалу не было проблем, но когда начинались уроки по медицине, он уходил с таких уроков. Он стал отдаляться от всех, когда заметил перешёптывания за его спиной. Поэтому он стал интровертом. По воспоминаниям Рона Макговни, его одноклассника и бывшего коллеги по группе Metallica, Хетфилд очень мало говорил. Он просто говорил «Привет», брал гитару и начинал что-то играть.
Смерть матери и сложное отношение к религии позднее стали главными темами многих песен группы Metallica («Mama Said», «Dyers Eve» и «The God That Failed» — о родителях Хетфилда, а «Until It Sleeps» — о раке).

## Музыкальная карьера
Музицировать Хетфилд начал в 9 лет на фортепиано, затем играл на барабанах своего брата Дейва, и, наконец, перешёл к гитаре. Его первой группой была любительская команда «Obsession». Группа состояла из братьев Veloz, которые играли на бас-гитаре и барабанах, и Джима Арнольда на гитаре. Рон Макговни и Дейв Маррс сидели на чердаке гаража Veloz и щёлкали на пульте управления световыми эффектами. Группа играла известные композиции таких групп как Black Sabbath и Led Zeppelin. После распада Obsession Маррс, Хетфилд и Макговни продолжали играть вместе.
После переезда в Ла Бреа, Хетфилд поступил в школу Brea Olinda и встретился с барабанщиком Джимом Муллиганом. Вскоре появился Хью Таннер, и с ним они создали Phantom Lord. С Хью на соло-гитаре и Джимом на барабанах, Хетфилд пел и играл на ритм-гитаре. Группа сменила несколько басистов до того момента, когда Хетфилд окончил школу и уехал обратно в Дауни.
В Дауни Хетфилд переехал в дом, принадлежащий родителям Рона Макговни, который должен был быть снесён из-за расширения скоростной автомагистрали. Этот дом был идеальным местом для Хетфилда  и Макговни, чтобы собираться вместе, слушать и играть музыку. Хетфилд уговорил Рона играть на бас-гитаре и даже обещал преподавать ему.
Третья группа Хетфилда, Leather Charm, состояла из бывших членов Phantom Lord. Кроме Хетфилда и Макговни, в неё вошли Хью Таннер и Джим Муллиган. Группа Leather Charm была более удачной. Она играла свои песни и каверы, например, Quiet Riot Slick Black Cadillac и Remember Tomorrow Iron Maiden. Группа сумела сыграть в нескольких концертах и записала демо, но начала разваливаться. Первым покинул группу Таннер, и его заменил Трой Джеймс. Затем Муллиган ушёл в другую, более прогрессивную группу. В конечном счёте, группа Leather Charm развалилась.
Важнейшим событием в жизни Хетфилда стала встреча с выходцем из Дании, барабанщиком Ларсом Ульрихом. Вместе они основали группу Metallica. В группу также вошли Макговни и Дейв Мастейн. Поначалу Хетфилд решил отказаться от игры на гитаре и только петь, однако спустя какое-то время начал играть партии ритм-гитары, а также соло-партии в отдельных песнях.
Гитарист Annihilator Джефф Уотерс назвал Хетфилда «королем даунстрока» за его скорость игры правой рукой.

## Несчастные случаи
Джеймс Хетфилд знаменит несчастными случаями, происходившими с ним. Во время турне в поддержку альбома Master Of Puppets он сломал руку, катаясь на скейтборде. Тогда Хетфилда впервые заменил, на тот момент сопровождающий группы, Джон Маршалл. Позже, в 1987 году, он сломал руку ещё раз, в результате чего была отложена запись альбома …And Justice for All, и отменено участие в нескольких шоу предстоящего тура Monsters of Rock’87. Впоследствии в контрактах Хетфилда появился пункт «Никаких скейтбордов».
На совместном концерте с Guns N’ Roses в 1992 году на Олимпийском стадионе Монреаля во время исполнения песни «Fade to Black» Хетфилд прошёл над пиротехническим оборудованием в тот момент, когда оно сработало. В результате он получил ожоги левой руки и лица второй и третьей степеней и был вынужден отказаться от игры на гитаре. Вместо ритм-гитариста на время тура был снова приглашен Джон Маршалл из Metal Church. Перед этим концертом пиротехники сообщили группе о том, что во время исполнения «Fade to Black» будут использованы новые спецэффекты: по краям сцены будет фейерверк. Однако пиротехники забыли предупредить, что старые спецэффекты также останутся. Будучи уверенным в том, что ранее заявленных спецэффектов не будет, Хетфилд встал рядом с пиротехнической установкой, и столб пламени высотой 4 метра обжёг его с левой стороны.
Также в 1994 году у Хетфилда произошел инцидент с квадроциклом, в результате которого ему на голову наложили 40 швов. Из-за этого он стал носить маллет, от которого в итоге позже избавился.

## Реабилитация от алкоголизма
Во время записи альбома St. Anger Джеймс Хетфилд решил пройти курс реабилитации от алкоголизма. Музыкант сократил своё участие в процессе записи и вернулся в студию для завершения диска через одиннадцать месяцев после курса. Хетфилд появился на публике в 2003 году, когда Metallica была номинированна как «MTV Icon» года. В 2019 году повторно прошёл реабилитационный курс от алкоголизма.

## Проблемы с голосовыми связками
После записи альбома St. Anger в 2003 году Хетфилд получил серьёзную травму связок. Из-за того, что на этом альбоме использовалась низкая, по сравнению со стандартной, настройка Dropped C, Хетфилду приходилось петь гораздо выше привычного, что повлекло за собой проблемы с голосом, поскольку его певческий голос — баритон. Постепенно он стал возвращаться к Хетфилду, что можно услышать, сравнивая более новые концертные записи с записями времён St. Anger. Примерно такая же ситуация возникала в 1991 году, когда Хетфилд сорвал голос во время записи The Black Album, когда записывали песню «So What!». Тогда на концертах группе пришлось перестраивать гитары на полтона ниже, чтобы Хетфилду было легче петь.
3 февраля 2017 года во время первого из четырех концертов WorldWired тура в Копенгагене Хетфилд хотел прервать выступление, так как накануне у него сел голос из-за гриппа и он не мог петь должным образом, однако толпа упросила его продолжить выступление . В итоге он довел концерт до конца, хотя две песни из запланированного сетлиста и не были спеты . Концерт от 5 февраля был отменен, но шоу 7 и 9 февраля в Копенгагене состоялись. Концерт, запланированный на 5 февраля, был перенесён на 2 сентября.

## Личная жизнь
Хетфилд был женат на Франческе Томаси с 17 августа 1997 года по 13 августа 2022 года. У них родилось трое детей: Кэйли (13 июня 1998), Кастор (18 мая 2000) и Марселла (17 января 2002).
В свободное время Хетфилд увлекается охотой, коллекционированием редких гитар, разведением пчёл, катанием на скейтборде, сноуборде, водными лыжами, работой в гараже, следит за играми своих любимых команд Oakland Raiders, San Jose Sharks и посещением гонок хот-родов.
Он выставил свой Chevrolet Camaro 1968 года выпуска на продажу на eBay.[когда?] Вырученные средства пошли на поддержание музыкальной школьной программы. Автомобиль использовался в клипе на песню «I Disappear» и достался ему в качестве подарка после окончания съемок. Фанат из Оренбурга собрал для Хетфилда мотоцикл модели K 750 1963 года выпуска. С тех пор он находится в коллекции у музыканта.

## Дискография

### Metallica
- 1983 — Kill 'em All
- 1984 — Ride the Lightning
- 1986 — Master of Puppets
- 1988 — …And Justice for All
- 1991 — Metallica
- 1996 — Load
- 1997 — Reload
- 2003 — St. Anger
- 2008 — Death Magnetic
- 2016 — Hardwired...To Self-Destruct
- 2023 — 72 Seasons

## Гитары
Джеймс Хетфилд является обладателем большого количества гитар. В его коллекции есть следующие гитары:
Электрогитары
- Ken Lawrence Explorer
- Ken Lawrence Custom Les Paul
- Gibson Les Paul 57 Custom
- Gibson Les Paul Paul Landers Style
- Gibson Explorer 1984
- Gibson Explorer 1976 «Rusty»
- Gibson Flying V
- Zemaitis Flying V
- James Trussart SteelDeville
- James Trussart SteelX Perforated
- ESP Iron Cross
- ESP JH-1
- ESP JH-2
- ESP JH-3
- ESP Snakebyte White
- ESP Snakebyte BLK
- ESP Snakebyte Ktuhlu
- ESP Snakebyte Snake Skin
- ESP Vulture BLK
- ESP Vulture White
- ESP Vulture 72 Seasons
- ESP Snakebyte Baritone
- ESP Explorer MX220 «Fuk’em up»
- ESP Explorer MX220 «Eet Fuk»
- ESP Explorer MX250 Black
- ESP Explorer MX250 White
- ESP Explorer MX250 «Man to wolf»
- ESP Explorer MX250 «Elk»
- ESP Explorer MX250 «Deer Skull»
- ESP Explorer MX250 «Papa Het»
- ESP LTD Grynch
- ESP Truckster
- ESP Black Truckster
- Gretsch White Falcon
- Fender Telecaster 1952
- Fender Telecaster with B-Bender[18]
- Jackson King V «Kill Bon Jovi»

Акустические гитары
- Line 6 Acoustic Variax
- Gibson Chet Atkins

## Фильмография
- 2006 — «Симпсоны» (18 сезон, 1 серия) / The Simpsons — камео
- 2013 — «Metallica: Сквозь невозможное» (концертный фильм) / Metallica: Through the Never
- 2016 — «Миллиарды» (1 сезон, 4 серия) / Миллиарды — камео. (Главный герой с друзьями приезжает на концерт группы. Общается с вокалистом за кулисами
- 2019 — «Красивый, плохой, злой» / Extremely Wicked, Shockingly Evil and Vile — полицейский Боб Хейворд
- 2024 — «Чаща» / The Thicket — полицейский Симон Дизи